# Apeadeiro de Vale do Peso-A
O Apeadeiro de Vale do Peso-A é uma interface ferroviária desactivada do Ramal de Cáceres, que servia a localidade de Vale do Peso, no Distrito de Portalegre, em Portugal.

## Descrição

### Localização e acessos
Esta gare tem acesso pela Rua do Apeadeiro, situando-se junto à localidade de Vale do Peso.

### Caraterização física
O edifício de passageiros situa-se do lado sul-sudeste da via (lado direito do sentido ascendente, para Cáceres).

## História

### Inauguração
O Ramal de Cáceres começou a ser construído no dia 15 de Julho de 1878, tendo sido aberto à exploração em 15 de Outubro do ano seguinte, e inaugurado em 6 de Junho de 1880. No entanto, este apeadeiro não fazia parte originalmente do ramal, tendo sido inaugurado em 1951, pelo presidente da Câmara Municipal do Crato, Sá Nogueira.

### Fim dos serviços
Em 1 de fevereiro de 2011, a empresa Comboios de Portugal encerrou os serviços regionais de passageiros no Ramal de Cáceres, que no ano seguinte foi removido pelo regulador da rede em exploração, explicitamente incluindo o interface da Vale do Peso - A.